# Vitblommig kranskaktus
Vitblommig kranskaktus (Rebutia albiflora) är en växtart i familjen kaktusväxter från Tarija i Bolivia. Arten odlas ibland som krukväxt i Sverige.

## Synonymer
Aylostera albiflora (F.Ritter & Buining) Backeb.
Rebutia albiflora F.Ritter & Buining
Rebutia pulvinosa subsp. albiflora (F.Ritter & Buining) Hjertson